# Псари-Лехава
Псари-Лехава (пол. Psary-Lechawa) — село в Польщі, у гміні Вольбуж Пйотрковського повіту Лодзинського воєводства.
Населення — 129 осіб (2011).
У 1975-1998 роках село належало до Пйотрковського воєводства.

## Демографія
Демографічна структура станом на 31 березня 2011 року:
|          | Загалом | Допрацездатний вік | Працездатний вік | Постпрацездатний вік |
| -------- | ------- | ------------------ | ---------------- | -------------------- |
| Чоловіки | 60      | 15                 | 39               | 6                    |
| Жінки    | 69      | 8                  | 43               | 18                   |
| Разом    | 129     | 23                 | 82               | 24                   |